# Kristián III. Dánský
Kristián III. (12. srpna 1503 – 1. ledna 1559) byl od roku 1534 dánský a od roku 1537 norský král, vévoda šlesvický a holštýnský. Patřil k Oldenburské dynastii.

## Biografie
Kristián byl nejstarším synem dánského krále Frederika I. a jeho první manželky Anny Braniborské. Pod jeho vedením zažívala monarchie mohutný rozvoj.
Během své zahraniční cesty v roce 1521 se tehdy osmnáctiletý Kristián ve Wormsu setkal s Martinem Lutherem; toto setkání na něho učinilo silný a nesmazatelný dojem a stal se přesvědčeným luteránem.
V roce 1523 mu jeho otec předal správu části šlesvického a holštýnského vévodství se sídlem v Hadersleben, kde zaváděl reformaci.

### Spory o trůn aHraběcí válka
Když 10. dubna roku 1533 zemřel Kristiánův otec Frederik I., zpěčoval se většinově katolický sněm zvolit luteránsky orientovaného Kristiána; volba byla přesunuta na následující rok. V tomto období byly Dánsko a Norsko bez krále. Luteránská menšina ve sněmu nabídly spolu s purkmistry z Kodaně a Malmö vévodovi Kristiánovi trůn, ten však odmítl, stejně jako podporu Lübecku a Hanzy, neboť by to znamenalo nové závazky. Nato oba purkmistři zahájili kroky k znovudosazení na trůn Kristiána II., který byl uvězněn na hradě Sønderborg. Tak vypukla tzv. Hraběci válka.
Kristián přijal volbu králem teprve po prosbě sněmu, poté, co Lübeck a jeho spojenci v roce 1534 napadli Dánsko a dobyli prvních vítězství. Šlechta ho zvolila 4. června roku 1534 na shromáždění v kostele sv. Sörena v Rye. Říšská rada musela Kristinovi předat větší část své moci, pak teprve volbu přijal. Ve volebním proslovu řekl: „Poté, co Norské království tak velmi na moci a majetku sníženo bylo a obyvatelstvo Norského království samo pána a krále není s to udržet a teď toto království s dánskou korunou na věčné časy je spojeno (...), má podle toho pod Dánskou korunou být a zůstat stejně tak, jako ostatní země Jutsko, Fyn, Sjælland a Skåne, a od nynějška nikdy jako království označováno nebude, nýbrž jako část království Dánska na věčné časy.“ Tím skončila státní svébytnost Norska.
Kristián III. měl na začátku svého panování pouze kontrolu nad Jutskem. V září povstali v severním Jutsku měšťané a sedláci pod vedením Skippera Clementa; povstání byla záhy potlačeno a třebaže Clement prchl, byl brzy jat a 9. září 1536 ve Viborgu oběšen. Mrtvola byla rozčtvrcena a pro výstrahu vystavena a na uťatou hlavu byla nasazena olověná koruna.
Zkraje roku 1535 se přesunula Kristiánova vojska na Fyn, kde Johann Rantzau 11. června v bitvě u Øksnebjergu dobyl rozhodného vítězství nad zatím rozhádanými protivníky. Zhruba současně zvítězila dánsko-švédská flota pod vedením Pedera Skramse u Svendborgsundu nad flotou Lübecku. 29. července 1536 dobyl 33letý Kristián Kodaň a Dánsko bylo opět sjednoceno.
V Norsku panovalo v jižních a severních částech země rozdílná mínění o nástupci Frederika I. V severní části vládl biskup Olav Engelbrektsson a ten se protivil luteránskému králi vší silou a nutil ostatní členy rady ke konfrontaci. Když však Hraběcí válka skončila naprostým Kristiánovým vítězstvím a jeho jednotky vtáhly do Norska, musel Olav opustit zemi. Sněm uznal Kristiána roku 1537 králem a byl rozpuštěn a Norsko ztratilo svou samostatnost.
Během krátké doby, v letech 1534–1536 tedy potlačil povstání měst a sedláků, omezil moc Riksdagu, rozpustil norský sněm a vláda přešla do rukou dánských královských rádců.

### Reformace
Další důležité kroky jeho vlády byly v oblasti vztahu s církví. Kristián byl zapáleným luteránem a na základě augšpurské konfese zaváděl reformaci v Dánsku, Norsku a na Islandu, kde se ovšem setkávala se značným odporem. 12. srpna roku 1536 uvěznil tři katolické biskupy – částečně aby zlomil odpor proti reformaci, částečně aby vyvlastněním rozsáhlých církevních majetků získal štít proti velkým pozemkovým vlastníkům. Ve prospěch koruny tedy zkonfiskoval církevní půdu.
Stál na straně Francie a německých protestantů proti císaři Karlu V.; podporoval rozvoj hospodářství a obchodu; zveřejnil dánský překlad bible (1550).

### Manželství a potomci
V roce 1525 se Kristián oženil s princeznou Doroteou Sasko-Lauenburskou (1511–1571), dcerou vévody Magnuse I. Sasko-Lauenburského. Z manželství vzešlo pět potomků:
- Anna (22. listopadu 1532 – 1. října 1585), ⚭ 1548 August Saský (31. července 1526 – 11. února 1586), kurfiřt saský
- Frederik (1. července 1534 – 4. dubna 1588), král dánský a norský od roku 1559 až do své smrti, ⚭ 1572 Žofie Meklenburská (4. září 1557 – 4. října 1631)
- Magnus (5. září 1540 – 28. března 1583), holštýnský vévoda, titulární livonský král v letech 1570–1578, ⚭ 1573 Marie Vladimirovna Staritská (1560–1610)
- Jan (25. března 1545 – 9. října 1622), vévoda šlesvicko-holštýnsko-sonderburský,
⚭ 1568 Alžběta Brunšvicko-Grubenhagenská (20. března 1550 – 11. února 1586)
⚭ 1588 Anežka Hedvika Anhaltská (12. března 1573 – 3. listopadu 1616)
- Dorotea (29. června 1546 – 6. ledna 1617), ⚭ 1561 Vilém Brunšvicko-Lüneburský (4. července 1535 – 20. srpna 1592)

## Vývod z předků
|                 |                               |  |                         |                                        |  |  |  |  |  |  |  | Kristián V. Oldenburský |
|                 |                               |  |                         |                                        |  |  |  |  |  |  |  |                         |
|                 | Dietrich Oldenburský          |  |                         |                                        |  |  |  |  |  |  |  |                         |
|                 |                               |  |                         |                                        |  |  |  |  |  |  |  |                         |
|                 |                               |  |                         | Anežka Hohnsteinsko-Heringenská        |  |  |  |  |  |  |  |                         |
|                 |                               |  |                         |                                        |  |  |  |  |  |  |  |                         |
|                 | Kristián I. Dánský            |  |                         |                                        |  |  |  |  |  |  |  |                         |
|                 |                               |  |                         |                                        |  |  |  |  |  |  |  |                         |
|                 |                               |  |                         | Gerhard VI. Holštýnsko-Rendsburský     |  |  |  |  |  |  |  |                         |
|                 |                               |  |                         |                                        |  |  |  |  |  |  |  |                         |
|                 | Helvig Holštýnsko-Rendsburská |  |                         |                                        |  |  |  |  |  |  |  |                         |
|                 |                               |  |                         |                                        |  |  |  |  |  |  |  |                         |
|                 |                               |  |                         | Kateřina Alžběta Brunšvicko-Lüneburská |  |  |  |  |  |  |  |                         |
|                 |                               |  |                         |                                        |  |  |  |  |  |  |  |                         |
|                 | Frederik I. Dánský            |  |                         |                                        |  |  |  |  |  |  |  |                         |
|                 |                               |  |                         |                                        |  |  |  |  |  |  |  |                         |
|                 |                               |  |                         | Fridrich I. Braniborský                |  |  |  |  |  |  |  |                         |
|                 |                               |  |                         |                                        |  |  |  |  |  |  |  |                         |
|                 | Jan Braniborsko-Kulmbašský    |  |                         |                                        |  |  |  |  |  |  |  |                         |
|                 |                               |  |                         |                                        |  |  |  |  |  |  |  |                         |
|                 |                               |  |                         | Alžběta Bavorská                       |  |  |  |  |  |  |  |                         |
|                 |                               |  |                         |                                        |  |  |  |  |  |  |  |                         |
|                 | Dorotea Braniborská           |  |                         |                                        |  |  |  |  |  |  |  |                         |
|                 |                               |  |                         |                                        |  |  |  |  |  |  |  |                         |
|                 |                               |  |                         | Rudolf III. Saský                      |  |  |  |  |  |  |  |                         |
|                 |                               |  |                         |                                        |  |  |  |  |  |  |  |                         |
|                 | Barbara Sasko-Wittenberská    |  |                         |                                        |  |  |  |  |  |  |  |                         |
|                 |                               |  |                         |                                        |  |  |  |  |  |  |  |                         |
|                 |                               |  |                         | Barbora Lehnická                       |  |  |  |  |  |  |  |                         |
|                 |                               |  |                         |                                        |  |  |  |  |  |  |  |                         |
| 'Kristián III.' |                               |  |                         |                                        |  |  |  |  |  |  |  |                         |
|                 |                               |  |                         |                                        |  |  |  |  |  |  |  |                         |
|                 |                               |  | Fridrich I. Braniborský |                                        |  |  |  |  |  |  |  |                         |
|                 |                               |  |                         |                                        |  |  |  |  |  |  |  |                         |
|                 | Albrecht III. Achilles        |  |                         |                                        |  |  |  |  |  |  |  |                         |
|                 |                               |  |                         |                                        |  |  |  |  |  |  |  |                         |
|                 |                               |  |                         | Alžběta Bavorská                       |  |  |  |  |  |  |  |                         |
|                 |                               |  |                         |                                        |  |  |  |  |  |  |  |                         |
|                 | Jan Cicero Braniborský        |  |                         |                                        |  |  |  |  |  |  |  |                         |
|                 |                               |  |                         |                                        |  |  |  |  |  |  |  |                         |
|                 |                               |  |                         | Jakub Bádenský                         |  |  |  |  |  |  |  |                         |
|                 |                               |  |                         |                                        |  |  |  |  |  |  |  |                         |
|                 | Markéta Bádenská              |  |                         |                                        |  |  |  |  |  |  |  |                         |
|                 |                               |  |                         |                                        |  |  |  |  |  |  |  |                         |
|                 |                               |  |                         | Kateřina Lotrinská                     |  |  |  |  |  |  |  |                         |
|                 |                               |  |                         |                                        |  |  |  |  |  |  |  |                         |
|                 | Anna Braniborská              |  |                         |                                        |  |  |  |  |  |  |  |                         |
|                 |                               |  |                         |                                        |  |  |  |  |  |  |  |                         |
|                 |                               |  |                         | Fridrich I. Saský                      |  |  |  |  |  |  |  |                         |
|                 |                               |  |                         |                                        |  |  |  |  |  |  |  |                         |
|                 | Vilém III. Durynský           |  |                         |                                        |  |  |  |  |  |  |  |                         |
|                 |                               |  |                         |                                        |  |  |  |  |  |  |  |                         |
|                 |                               |  |                         | Kateřina Brunšvicko-Lüneburská         |  |  |  |  |  |  |  |                         |
|                 |                               |  |                         |                                        |  |  |  |  |  |  |  |                         |
|                 | Markéta Saská                 |  |                         |                                        |  |  |  |  |  |  |  |                         |
|                 |                               |  |                         |                                        |  |  |  |  |  |  |  |                         |
|                 |                               |  |                         | Albrecht II. Habsburský                |  |  |  |  |  |  |  |                         |
|                 |                               |  |                         |                                        |  |  |  |  |  |  |  |                         |
|                 | Anna Habsburská               |  |                         |                                        |  |  |  |  |  |  |  |                         |
|                 |                               |  |                         |                                        |  |  |  |  |  |  |  |                         |
|                 |                               |  |                         | Alžběta Lucemburská                    |  |  |  |  |  |  |  |                         |
|                 |                               |  |                         |                                        |  |  |  |  |  |  |  |                         |